# 阿尔多·埃米南特
阿尔多·埃米南特（法語：Aldo Eminente，1931年8月19日—2021年8月25日），法国男子游泳运动员。他曾代表法国参加1952年和1956年夏季奥林匹克运动会游泳比赛，其中1952年奥运会获得一枚铜牌。